# 50 на двоих
«50 на двоих» —  совместный концертный альбом рок-групп «Машина времени» и «Воскресение», выпущенный в 2001 году компанией «Sintez Records». Альбом состоит из 36 песен, записанных во время концерта 9 декабря 2000 года в спортивном комплексе «Олимпийский». Также в 2004 году вышел DVD с записью концерта.

## Об альбоме
В 2000 году Андрей Державин вошёл в состав группы «Машина времени» в качестве клавишника. Это вызвало невероятно бурную реакцию в среде поклонников рок-музыки: как исполнитель песен «Не плачь, Алиса», «Чужая свадьба» и «Катя-Катерина» может прикасаться к рок-н-роллу? Такое казалось совершенно немыслимым — по крайней мере людям, воспитанным на несложной формуле «рок — это хорошо, а попса плохо». Лидер «Машины времени» отвечал спокойно: попуститесь, главное, что Андрей устраивает нас как музыкант. Державин действительно выглядел надёжнее, чем харизматичный, но непредсказуемый Пётр Подгородецкий.
Следующим неожиданным музыкальным ходом стал проект «50 на двоих» с группой «Воскресение». Причём, московские коллективы выступали одновременно на одной сцене. На тот момент Евгений Маргулис играл в обеих командах. Успех мероприятия был предрешён.
| Идея совместных концертов «Машины» и «Воскресения» возникла у меня в 99-м, когда обе группы отмечали свои юбилеи — «МВ» исполнилось 30, «воскресникам» — 20. Я подумал, что неплохо было бы нам, по такому случаю, покататься с объединённой программой. Её название — «50 на двоих», мне подсказал тольяттинский промоутер Володя Неерзон. Мы реализовали этот проект в 2000-м и в 2001-м. Съездили с ним и в Америку, и в Израиль. А потом он завершился, поскольку оба коллектива от него просто устали. В следующий раз сыграть совместный концертик я предложил ребятам в 2006-м, и они согласились. Только назвали его уже иначе — «Музыка ручной работы». В отличие от предыдущего опыта, где было достаточно импровизации, на сей раз, всё хорошо отрепетировали, безвылазно, на три дня засели в малом зале Олимпийской деревни (где группы сообща базировались), поставили там аппаратуру, а потом сыграли два концерта — в Кремле, и в Питере. — Владимир Сапунов |

Этой идеей устроители значительно облегчали себе задачу, ведь искать спонсора на два разных юбилея с одной и той же аудиторией было трудно и неконструктивно. Оба события в тени друг друга теряли свою значимость. Удалось придумать свежий PR-ход и реализовать программу на несколько лет.
Концерт представлял определённую сложность не только для музыкантов, но и для техников и звукорежиссёров на сцене. Требовалось установить большое количество аппаратуры. У групп тогда были разные динамические диапазоны: «Машина» играла громче, а «Воскресение» — тише, поэтому стояла задача — соединить одно с другим. На площадке размещались две ударные установки (Ефремов и Шевяков), бас-гитара (Кутиков), клавишные (Державин), две электрогитары (Макаревич и Маргулис), три электроакустические гитары (Романов, Сапунов, Маргулис), а также полуакустический бас «Washburn» (Маргулис).
Перед московским выступлением в декабре 2000 года Андрей Макаревич отказался давать интервью прессе. Позже он сообщил следующее: «Мы не так уж часто играем на многочисленных юбилеях и вообще редко в последнее время бываем в Москве. Так что это, скорее, радостное событие. А ещё в последнее время для меня стало... не знаю, я не хочу ничего никому доказывать, но просто виртуальный мир наступает. У нас есть одна реальность — это та, в которой мы живём, а вторая — это телевизор, газеты... Вот одна уважаемая газета написала недавно, что престарелые артисты прямо из сил тужатся, чтобы зал собрать, и для этого придумывают всякие юбилеи, потому что если не придумать юбилей, то на них не придут. Вот и посмотрим, придут, или нет..».
Ближе к концу оба состава сыграли песню «Imagine» в память Джона Леннона, так как 8 декабря исполнилось 20 лет со дня его смерти. В альбом композиция не вошла по причине ситуации с авторскими правами.

## Список композиций
Диск 1
1. Всё с начала
2. Я ни разу за морем не был
3. Песня о капитане
4. Наш дом
5. Поезд
6. Случилось
7. Когда мы сойдём с ума
8. Я дам тебе знать
9. Крестики нолики
10. Я тоже был
11. Будь со мной
12. Я привык бродить один
13. Он был старше её
14. Однажды мир прогнётся под нас
15. Эпоха большой нелюбви
16. Когда ты уйдёшь
17. Дело дрянь
18. Посмотри, как я живу
19. Сон

Диск 2
1. Шанхай блюз
2. Марионетки
3. Костёр
4. Разговор в поезде
5. Моя последняя любовь
6. Делай своё дело
7. Проводница
8. Мой друг (лучше всех играет блюз)
9. По дороге разочарований
10. Баба
11. За тех, кто в море
12. Синяя птица
13. Скачки
14. Кто виноват
15. Поворот
16. Есть у меня
17. Три окна

## Участники записи
«Машина Времени»
- Андрей Макаревич — гитара, вокал, перкуссия
- Александр Кутиков — бас-гитара, вокал, тамбурин
- Евгений Маргулис — гитара, вокал
- Андрей Державин — клавишные, перкуссия, бэк-вокал
- Валерий Ефремов — ударные, перкуссия

«Воскресение»
- Алексей Романов — гитара, вокал
- Андрей Сапунов — гитара, бас-гитара, вокал, перкуссия
- Евгений Маргулис — бас-гитара, гитара, вокал
- Михаил Шевяков — ударные, перкуссия

## Выходные данные
- Продюсер — Александр Кутиков
- Сведение — Александр Кутиков
- Мастеринг — Александр Бармаков
- Запись студии «Полифон», 2001 год
- Концерт — декабрь 2000 года, СК «Олимпийский»
- Фото — Илья Беляев
- Дизайн — Андрей Гусев
- Номер по каталогу — SRCD 00077 S/00078 S